# NGC 2867
NGC 2867 es una nebulosa planetaria en la constelación de Carina situada 1,2º al nor-noroeste de Aspidiske (ι Carinae). La estrella central es una estrella de Wolf-Rayet con una temperatura efectiva en torno a 145.000 K. Su edad puede no ser superior a 2750 años.
El espectro ultravioleta de NGC 2867 obtenido con el observatorio espacial IUE es uno de los más complejos que se conocen. Se han identificado más de 80 rasgos distintivos en su espectro de alta dispersión. La detección de líneas de OVIII se cree que requieren una corona o un fuerte viento estelar, aunque no se observa un perfil P Cygni, característico de una capa de gas en expansión o de un fuerte viento estelar.
NGC 2867 fue descubierta el 1 de abril de 1834 por John Herschel. En un principio pensó que podía tratarse de un nuevo planeta, pero dado que su posición permanecía fija a lo largo del tiempo, tuvo que descartar esta posibilidad.